# Florida (Copán)
Pour les articles homonymes, voir Florida.
Florida est une municipalité du Honduras, située dans le département de Copán.
Fondée en 1884, la municipalité de Florida comprend 35 villages et 119 hameaux.

## Crédit d'auteurs
- (en) Cet article est partiellement ou en totalité issu de l’article de Wikipédia en anglais intitulé « Florida, Copán » (voir la liste des auteurs).